# Greeniopsis megalantha
Greeniopsis megalantha är en måreväxtart som beskrevs av Elmer Drew Merrill. Greeniopsis megalantha ingår i släktet Greeniopsis och familjen måreväxter. Inga underarter finns listade i Catalogue of Life.